# Erasmus-Reinhold-Gymnasium
Das Erasmus-Reinold-Gymnasium ist ein Gymnasium im Stadtteil Gorndorf von Saalfeld.

## Profil der Schule
Grundsätzlich verfolgt die Profilierung des Gymnasiums drei Schwerpunkte:
1. mathematisch-naturwissenschaftliche Profilierung
- Teilnahme am Jugend forscht Wettbewerb[1]
- Teilnahme an zahlreichen Olympiaden (Physik, Mathematik etc.)

2. UNESCO-Projekt-Schule
- Soziales Praktikum in Klassenstufe 11
- Partnerschaft mit Schule in Bolivien
- Unterstützung der Kinder in Tschernobyl
- Kooperation mit Schule für geistig Behinderte

3. Schule in der Region
- Zusammenarbeit mit zahlreichen Kindergärten in der Umgebung

## Erasmus Reinhold als Namenspatron
Schüler, Lehrer und Eltern waren der Ansicht, dass die Schule einen Namen erhalten sollte, der das naturwissenschaftliche Profil zum Ausdruck bringt. Zuvor war die Schule nur durch die Nummer II gekennzeichnet. Es standen zahlreiche berühmte Personen zur Diskussion.  Nach einigen Bemühungen war man sich einig, die Schule nach den beiden Saalfeldern Erasmus Reinhold zu benennen. Dabei beschränkte man sich weder auf den Älteren noch auf den Jüngeren, weil beide wertvolle menschliche Eigenschaften verkörperten. Von Vater und Sohn ist bekannt, dass sie auch außerhalb von Thüringen erfolgreich wirkten und anschließend wieder nach Saalfeld zurückkehrten.

## Geschichte
Das Schulgebäude wurde 1977 erbaut. Zuvor befand sich darin die Polytechnische Oberschule „Julius Fucik“, in der die Schüler der Klassenstufen eins bis zehn unterrichtet wurden. Erst 1991 wurde das Staatliche Gymnasium II gegründet. Die Entstehung des Gymnasiums ist auf zwei Grundsteine zurückzuführen. Zum einen war es eine Idee des Runden Tisches in Saalfeld, der es sich zur Aufgabe stellte, dass Schulwesen im Raum Saalfeld zu erneuern. Der Vorschlag war, insgesamt zwei Gymnasien einzurichten, wobei eines der beiden musisch und sprachlich und das Andere mathematisch-naturwissenschaftlich ausgerichtet sein sollte. Der zweite wichtige Schritt war die basisdemokratische Entscheidung des Lehrerkollegiums der Julius-Fucik-Oberschule, die Schule zu einem Gymnasium auszubauen. Alle Umgestaltungen wurden unter anderem durch die damals amtierende Schulamtsleiterin, Frau Blazejwski, gefördert. Am 1. September 1991 wurde die Schule eröffnet. Insgesamt 517 Schüler und 38 Lehrer waren an der Schule zusammengekommen, um von nun an dem alltäglichen lernen und lehren nachzugehen. Am 7. Dezember 1993 wurde der Förderverein gegründet. Engagierten Eltern wird so die Möglichkeit gegeben, ihren Beitrag für die kontinuierliche Entwicklung der Schule beizusteuern. In vielerlei Hinsicht unterstützten dieser finanziell und organisatorisch die Entwicklung des Gymnasiums.
Beispielsweise wären hier zu benennen:
- Ausgestaltung vom Tag der offenen Tür
- Organisation des Ehemaligentreffen
- Finanzierung Unterrichtsmaterialien (Computerprogramme, Bücher etc.)
- Unterstützung einer Vielzahl an Olympiaden
- Unterstützung des Jugend-forscht-Wettbewerbs
- Finanzierung von Wandertagen und Exkursionen
- Finanztechnische Unterstützung zur Renovierung der Fassade
- Materialien für den Sportunterricht

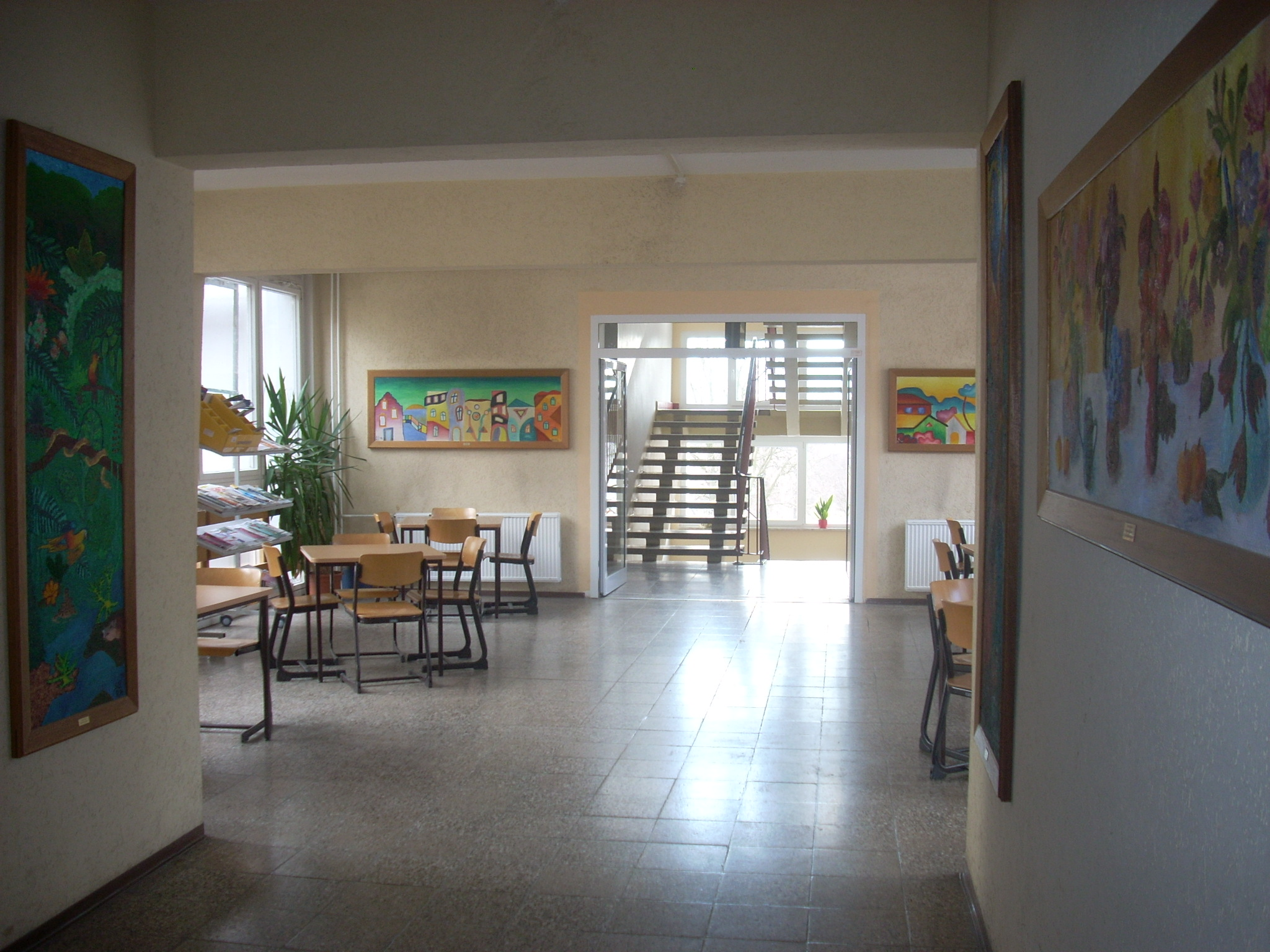
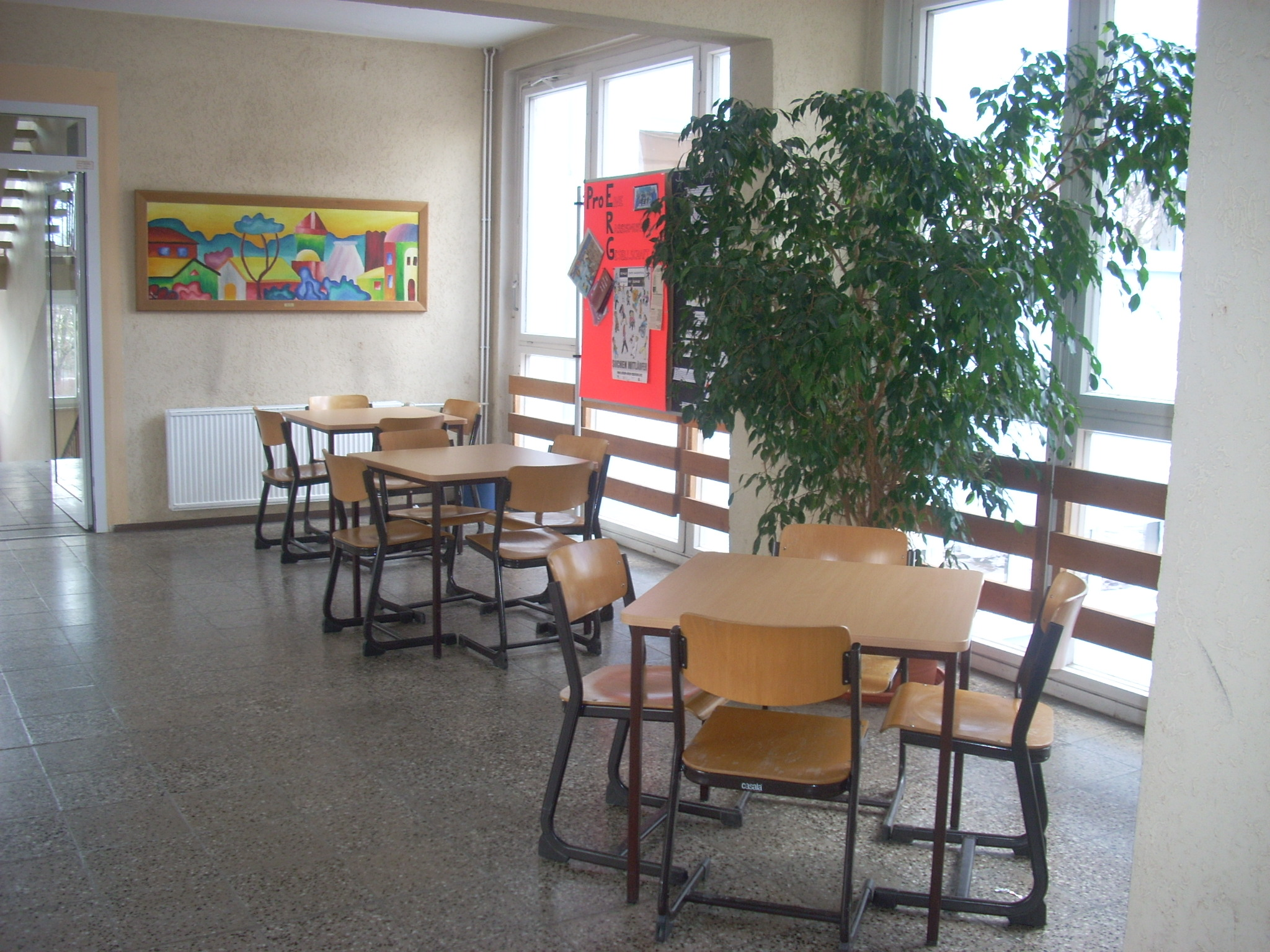
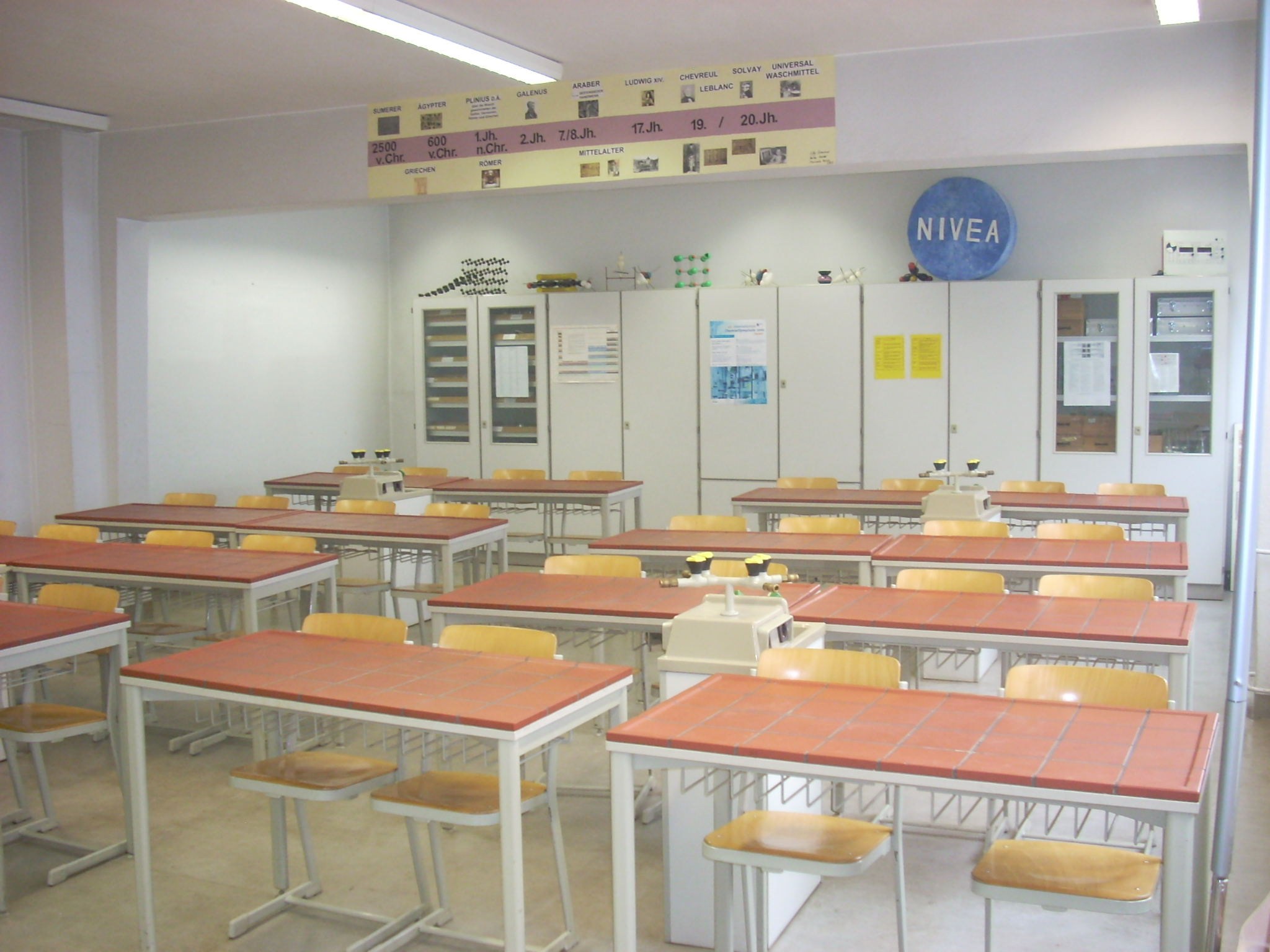
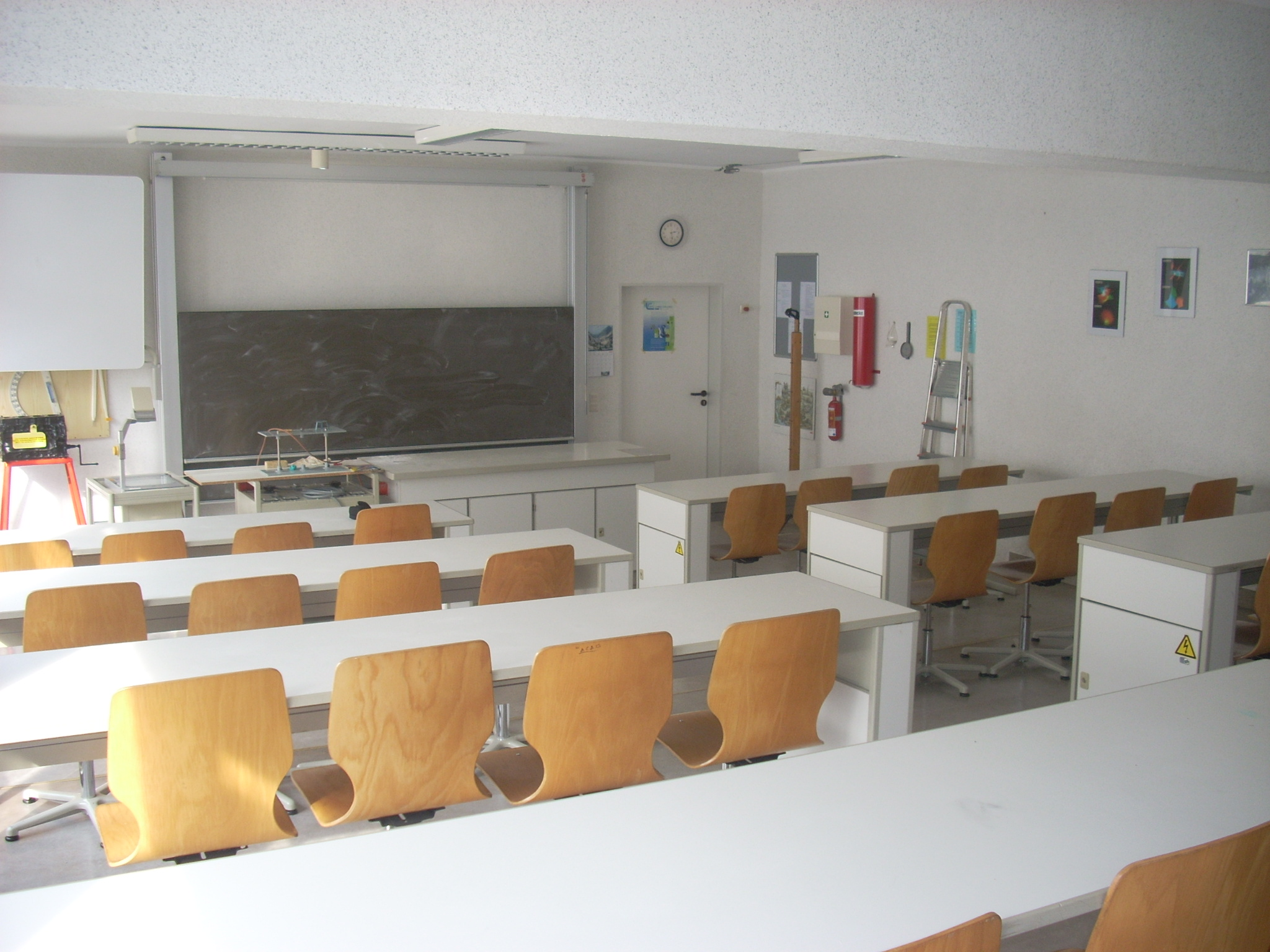
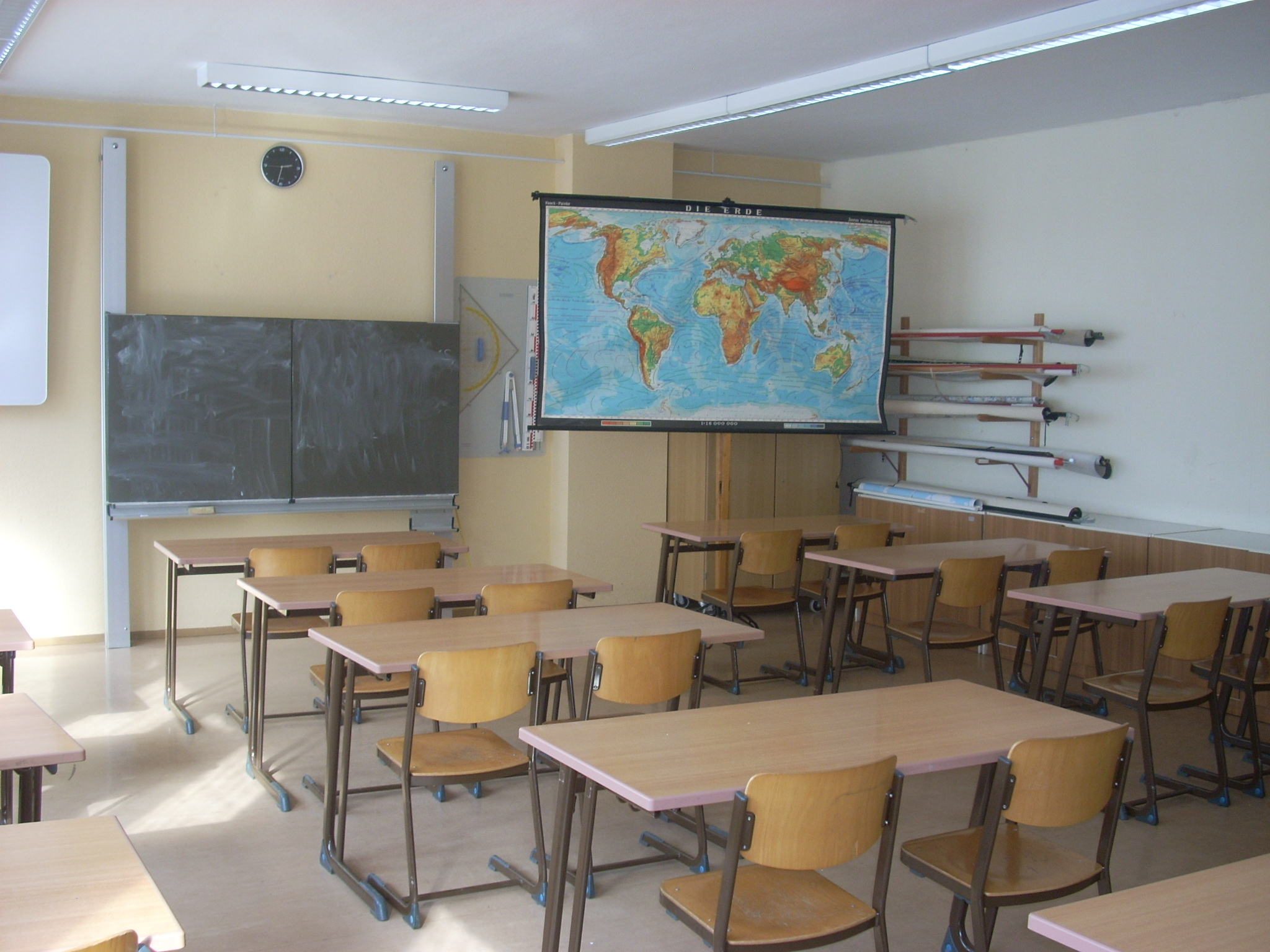
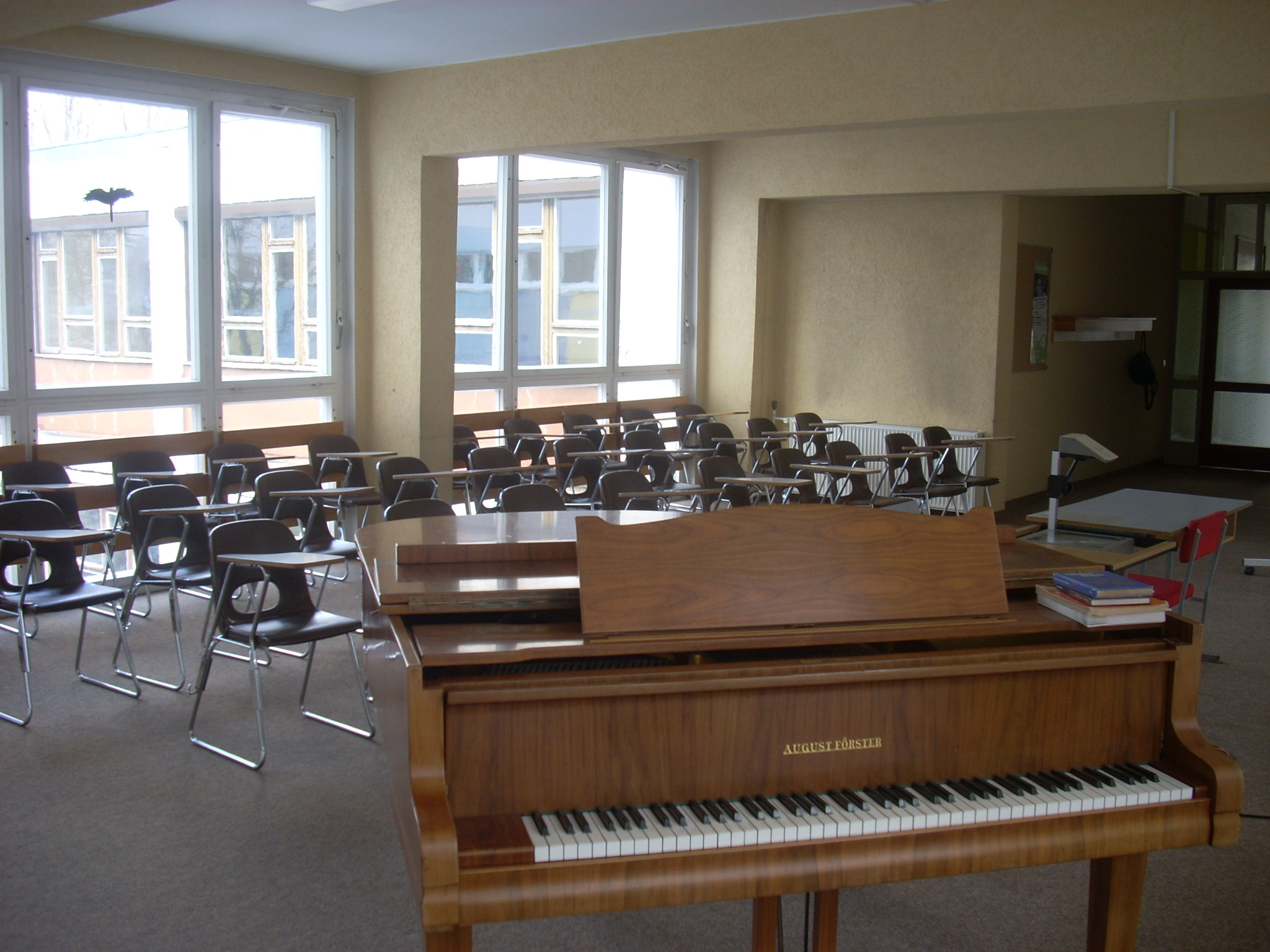

- Weihnachtskonzert/-ball
- Abiturfeier

## Ehemalige Schüler (Auswahl)
- Maik Kowalleck (* 1974), deutscher Politiker (CDU), Mitglied des Thüringer Landtag
- Denny Möller (* 1979), deutscher Politiker (SPD), Mitglied des Thüringer Landtag